# Holger Mittelstädt
Holger Mittelstädt (* 6. Februar 1970 in Ehringshausen) ist ein deutscher Bildungspolitiker und Autor von Fachbüchern über Schulmanagement, das Unterrichtsfach Musik und die Unterrichtsorganisation für junge Lehrer.

## Leben
Nach seinem pädagogisch-künstlerischen Studium an der Universität der Künste Berlin arbeitete Mittelstädt in einer Berliner PR-Agentur. Von 1997 bis 2000 unterrichtete er im brandenburgischen Birkenwerder und in Wiesbaden an Grundschulen und anschließend in Berlin an einem Gymnasium. Von 2005 bis 2008 war er am Aufbau der Berliner Schulinspektion beteiligt. 2009 wurde er Schulleiter der Waldgrundschule Hohen Neuendorf. Im Jahr 2022 verließ er die Waldgrundschule Hohen Neuendorf und wurde Schulrat beim Staatlichen Schulamt Neuruppin. 2023 wurde Mittelstädt Dezernent für Bildung, Kultur und Sport beim Landkreis Oberhavel. Mittelstädt ist in der Lehrerfortbildung zu den Themen Öffentlichkeitsarbeit und Evaluation tätig.
Mittelstädt ist verheiratet und Vater von zwei Söhnen.

## Veröffentlichungen
- 99 Tipps: Effektives Selbstmanagement. (mit Rainer Mittelstädt), Cornelsen Scriptor, Berlin 2009, ISBN 978-3-589-22937-6.
- 99 Tipps: Für Klassenlehrer. (mit Rainer Mittelstädt u. Ferdinand Tewes), Cornelsen Scriptor, Berlin 2012, ISBN 978-3-589-23333-5.
- 99 Tipps: Unterrichtsvorbereitung. (mit Ferdinand Tewes), Cornelsen Scriptor, Berlin 2012, ISBN 978-3-589-23284-0.
- Basics für Junglehrer. Verlag an der Ruhr, Mülheim an der Ruhr 2006, ISBN 3-8346-0063-6.
- Effizientes Führen und Delegieren. Oldenbourg Schulbuchverlag, München 2006, ISBN 3-637-91106-X.
- Evaluation von Unterricht und Schule. Verlag an der Ruhr, Mülheim an der Ruhr 2006, ISBN 3-8346-0150-0.
- Fundgrube Musik. Cornelsen Scriptor, Berlin 2007, ISBN 978-3-589-22466-1.
- Jetzt weiß ich, was ich werden will! (mit Rainer Mittelstädt), Auer Verlag, Donauwörth 2012, ISBN 978-3-403-07020-7.
- Musik. Bibliographisches Institut, Mannheim 2012, ISBN 978-3-411-86214-6.
- Musik. Cornelsen Scriptor, Berlin 2009 (Neuauflage), ISBN 978-3-589-22787-7.
- Musik. Cornelsen Scriptor, Berlin 2004 (Erstauflage), ISBN 3-589-22044-9.
- Organisationshilfen für den Schulalltag. Verlag an der Ruhr, Mülheim an der Ruhr 2004, ISBN 3-86072-915-2.
- Organisationshilfen für den Schulalltag. Verlag an der Ruhr, Mülheim an der Ruhr 2012 (vollständig überarbeitete Neuauflage), ISBN 978-3-8346-2290-7.
- Präsentationen und Referate. (mit Rainer Mittelstädt), Cornelsen Scriptor, Berlin 2010, ISBN 978-3-589-23127-0.
- Praxishandbuch Öffentlichkeitsarbeit von Schulen. Cornelsen Scriptor, Berlin 2000, ISBN 3-589-21416-3.
- Schulische Öffentlichkeitsarbeit. Oldenbourg Schulbuchverlag, München 2002, ISBN 3-486-91302-6.
- Schulveranstaltungen. Oldenbourg Schulbuchverlag, München 2004, ISBN 3-486-91104-X.
- Unsere Schülerzeitung. Verlag an der Ruhr, Mülheim an der Ruhr 2002, ISBN 3-86072-737-0.
- Unterrichtsvorbereitung. Verlag an der Ruhr, Mülheim an der Ruhr 2010, ISBN 978-3-8346-0667-9.
- Zeitmanagement für Lehrer. (mit Rainer Mittelstädt), Verlag an der Ruhr, Mülheim an der Ruhr 2011, ISBN 978-3-8346-0861-1.